# Mipön
Mipön is historisch de benaming voor de hoofdbestuurder van een stad of regio in Tibet, vergelijkbaar met burgemeester of magistraat.
De taken van een mipön behelzen naast het bestuur ook juridische zaken, van burgerlijke geschillen tot de behandeling van criminele zaken. Mipön Kyibu II, sinds 1940, had bijvoorbeeld ook de beschikking over een kleine politiemacht die onder initiatief van de dertiende dalai lama in 1912 door Britse adviseurs was getraind.

## Mipöns in Lhasa
- Käsang Nyima Ringang, begin 20e eeuw
- Sheksing, van 1936 tot 1941?[2]
- Kyibu II, van 1940?-1942[3]